# Gamal Moubarak
Pour les articles homonymes, voir Moubarak (homonymie).
 (avril 2011).
Si vous disposez d'ouvrages ou d'articles de référence ou si vous connaissez des sites web de qualité traitant du thème abordé ici, merci de compléter l'article en donnant les références utiles à sa vérifiabilité et en les liant à la section « Notes et références ».
Gamal Moubarak, de son nom arabe complet Gamal El Dīn Muhammad Hosni Sayed Mubarak (en arabe: جمال الدين محمد حسنى سيد مبارك, Arabe égyptien : [ɡæˈmæːl edˈdiːn mæˈħæmːæd ˈħosni moˈbɑːɾɑk]), né le 27 décembre 1963, est un homme d'affaires égyptien. C'est le plus jeune des deux fils de l'ancien chef de l'État égyptien d'Hosni Moubarak, ancien Président de la République d'Égypte de 1981 au 11 février 2011, et de Suzanne Moubarak, ex-première dame de l'Égypte.
Tout comme son frère ainé Alaa, Gamal Moubarak possède également le passeport britannique (sa grand-mère maternelle était galloise),.
Il est le chef de campagne de son père pour la réélection de celui-ci lors de la campagne présidentielle de septembre 2005[réf. souhaitée].

## Biographie
Gamal Moubarak est le plus jeune des deux fils du Président égyptien Hosni Moubarak et de son épouse Suzanne Moubarak. Contrairement à son aîné Alaa Moubarak, Gamal s'inscrit dans la vie publique et commence à exercer une certaine influence dans la vie politique de son pays.

### Études
Gamal Moubarak est élève au St George College au Caire, puis étudie ensuite à l'Université américaine du Caire, de laquelle, il sort diplômé dans le domaine des affaires.

### Carrière professionnelle
Il commence sa carrière professionnelle en travaillant pour Bank of America en Égypte avant d'être transféré à la filiale londonienne. Il exerce essentiellement dans la partie Banque d'investissement.
Avec quelques collègues, Gamal quitte Bank of America pour créer sa propre entreprise, dont le nom est Medinvest Associates Ltd. Cette dernière gère des capitaux d'investissement, ainsi que du conseil en finance.
Il est aussi président de la Future Generation Foundation (FGF), une ONG vouée au stage professionnel.
Entre 2004 et 2011, il s'entoure d'hommes d'affaires néolibéraux. Une dizaine d’entreprises publiques sont privatisées pendant cette période.
Il est inculpé en septembre 2018 pour manipulation boursière.

### Candidature éventuelle à l'élection présidentielle égyptienne de 2011
Le 19 août 2010 a débuté une campagne d'affichage et de signatures au Caire en faveur de Gamal Moubarak, le fils cadet du président Hosni Moubarak, relançant les spéculations sur une succession « héréditaire » à la tête de l'Égypte. Gamal Moubarak, très proche des milieux d'affaires, est souvent présenté comme le successeur de son père, mais la possibilité que le pouvoir reste entre les mains d'une personnalité issue de l'armée est aussi fréquemment évoquée.
Selon le quotidien Le Monde, une rumeur fait état du départ d'Hosni Moubarak dans le but de voir son fils lui succéder. En effet, le président égyptien souffrant de problème de santé, il a introduit celui-ci auprès du Président américain Barack Obama lors des négociations de paix de septembre 2010 entre Israël et l'Autorité palestinienne.
Cependant, la nomination du général Omar Souleiman, chef du Gihaz al-Mukhabarat al-Amma, le puissant service de renseignements militaires, au poste de vice-président de la République arabe d'Égypte le 29 janvier 2011, durant une longue série de manifestations antigouvernementales dans le pays, fait de ce dernier le seul successeur constitutionnel présomptif. Sans le soutien de l'armée qui, en Égypte, forme un pivot essentiel du pouvoir, les chances de Gamal Moubarak permettant de succéder à son père se réduisent.

### Poursuites judiciaires
Après la révolution égyptienne de 2011, il est placé en détention à la prison de Tora le 13 avril 2011, dans le cadre d'une enquête pour corruption ouverte le 11 avril ; il risque entre 10 et 25 ans de prison. Des rapports affirment en outre qu’il aurait, après la chute de son père, payé avec son frère Alaa des baltaguiyas pour attaquer les manifestants.
Il est finalement acquitté par la justice en juin 2012.
Au début du mois d'août 2012, la justice égyptienne ordonne la détention d'Alaa et Gamal Moubarak dans le cadre d'une enquête pour malversations visant Ahmed Chafik. Le juge chargé de l'enquête accuse les fils d'Hosni Moubarak d'avoir acquis des terrains auprès de l'ancien Premier ministre à un prix inférieur à la valeur du marché.
Il est condamné en 2015 à trois ans de prison pour avoir détourné plus de 10 millions d'euros de fonds publics alloués à l'entretien des palais présidentiels.
En septembre 2018, il est arrêté avec six autres personne dont son frère Alaa Moubarak. Ils sont tous accusés de « manipulation boursière ». En effet, lors de transactions de titres de la banque Al Watany Bank of Egypt, ils auraient réalisé des profits illégaux d'une valeur estimée à  près de 500 millions de livres égyptiennes (25 millions de dollars). Le 20 septembre, un tribunal a ordonné sa libération conditionnelle contre le payement d'une caution de 100 000 livres égyptiennes.

### Vie privée
En mai 2007, Gamal Moubarak épouse sa compagne, Khadiga El Gammal, la fille de l'homme d'affaires égyptien Mahmoud El Gammal. Ils ont une fille Farida née en 2010.